# Chiesa di Santa Croce (Antrosano)
La chiesa di Santa Croce è una chiesa di Antrosano (frazione di Avezzano, in provincia dell'Aquila), costruita nel 1788, situata nella zona più antica del paese.

## Storia
Nella bolla di Papa Clemente III del 1188 risultano citate le chiese di Antrosano dedicate alla santa Croce e a san Pancrazio. Una di queste era in origine dedicata a san Satiro.
La parrocchia costruita nel 1788 fu danneggiata dal terremoto della Marsica del 1915 e rimase chiusa al pubblico per diversi anni fino alla sua riapertura avvenuta il 23 dicembre 1932. Alla fine degli anni cinquanta è stata oggetto di alcuni lavori di restauro promossi dal Ministero dei lavori pubblici terminati nel 1958.
Ulteriori lavori di consolidamento sono stati avviati in seguito al terremoto dell'Aquila del 2009.

## Descrizione

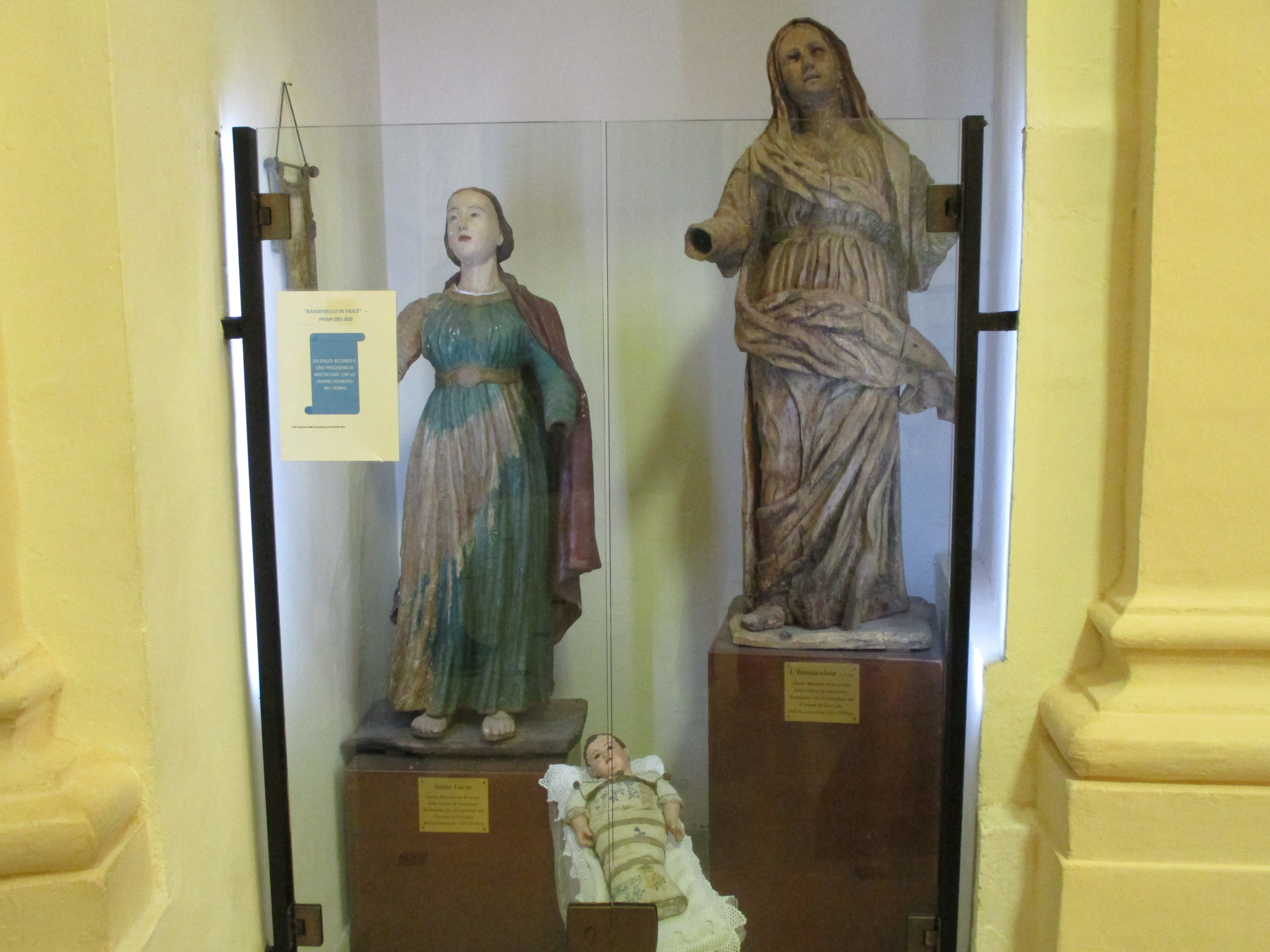
Le tre statue conservate all'interno della chiesa

La struttura interna è a navata unica caratterizzata da un'abside semicircolare, presenta lateralmente quattro nicchie con altari e statue di san Rocco, santa Lucia ed altri santi. Le pareti laterali sono impreziosite da quadri, uno di questi raffigura la Madonna di Pietraquaria.
La facciata presenta il portale di ingresso realizzato con stipiti in pietra bianca, sovrastato da una finestra rettangolare e da una lunetta dotata di un piccolo rosone.
Lateralmente alla facciata si alzano due altane, una dotata di orologio, l'altra della campana. Sul tetto della chiesa è presente una croce di metallo.

## Opere contenute
Nella chiesa sono custodisce una statua lignea dipinta di santa Lucia, una statua dell'Immacolata del XVIII secolo e una statua del Bambinello in fasce dei primi anni del Novecento. In un altare laterale si conservano alcune reliquie.